# Uju Ugoka
Uju Ugoka (Lagos, 24 maggio 1993) è una cestista nigeriana.